# 9062 Ohnishi
9062 Ohnishi este un asteroid din centura principală de asteroizi.

## Descriere
9062 Ohnishi este un asteroid din centura principală de asteroizi. A fost descoperit pe 27 noiembrie 1992 la Geisei de Tsutomu Seki. El prezintă o orbită caracterizată de o semiaxă mare de 2,33 ua, o excentricitate de 0,03 și o înclinație de 4,1° în raport cu ecliptica.